# Prignitz
|  | Denne artikel handler om det historiske landskab Prignitz. For de nuværende administrative regioner , se Landkreis Prignitz ohLandkreis Ostprignitz-Ruppin |
Prignitz (med ældre stavning også Priegnitz) er et historiskt landskab i det nordøstlige Tyskland. Historisk omfattede landskabet den nordvestlige del af Markgrevskabet Brandenburg, som begrænsedes af Hannover, Mecklenburg, Mittelmark, Magdeburg og Altmark. Prignitz er fortrinsvis en sandslette omkring floderne Elben, Havel, Dosse og Stepenitz.
Prignitz (slavisk pregynica), betyder noget i retning af et „utilgængeligt skovområde“ („ungangbares Waldgebiet“). Mod vest strækker Prignitz sig over Landkreis Prignitz og dele af Landkreis Ostprignitz-Ruppin. Små dele af den historiske region hører i dag under Mecklenburg-Vorpommern (Landkreis Ludwigslust-Parchim) og Sachsen-Anhalt (ved Havelberg).

## Befolkning og byer
Området er i dag Tysklands mest tyndt befolkede region og har kun småbyer, f.eks. Wittenberge, Pritzwalk, Wittstock/Dosse, Perleberg, Havelberg og Kyritz. Landbrug, levnedsmiddelindustriog turisme dominerer som erhverv. Området har traditionelt været administreret fra Perleberg, som i dag er hovedby i Landkreis Prignitz.

## Nuværende administrativ inddeling
Landskabet modsvarer med dagens administrative grænser hovedsageligt Landkreis Prignitz og den vestlige del af Landkreis Ostprignitz-Ruppin i Brandenburg. Mindre dele af regionen tilhører desuden Landkreis Ludwigslust-Parchim i Mecklenburg-Vorpommern og Landkreis Stendal i Sachsen-Anhalt.

## Trafik
En vigtig jernbanelinje i området er Prignitzexpressen, som forbinder Wittenberge, Perleberg, Pritzwalk og Wittstock med Berlin via Neuruppin. Gennem regionen passerer motorvejene A24 og A19 som forbinder Berlin med Hamburg respektive Rostock.